# Clubul Sportiv al Armatei Steaua București 1989-1990
Questa voce raccoglie le informazioni riguardanti il Clubul Sportiv al Armatei Steaua București nelle competizioni ufficiali della stagione 1989-1990.

## Maglie e sponsor
Lo sponsor tecnico per la stagione 1989-1990 è Adidas, mentre lo sponsor ufficiale è Ford.
| Casa | Trasferta |

## Organigramma societario
Area direttiva
- Presidente: Constantin Tănase

Area tecnica
- Allenatore: Anghel Iordănescu
- Preparatore dei portieri: Vasile Iordache

## Rosa
| N. |                    | Ruolo | Calciatore        |
| -- | ------------------ | ----- | ----------------- |
|    | Romania (bandiera) | P     | Daniel Gherasim   |
|    | Romania (bandiera) | P     | Silviu Lung       |
|    | Romania (bandiera) | P     | Dumitru Stângaciu |
|    | Romania (bandiera) | D     | Adrian Bumbescu   |
|    | Romania (bandiera) | D     | Ștefan Iovan      |
|    | Romania (bandiera) | D     | Dan Petrescu      |
|    | Romania (bandiera) | D     | Valeriu Răchită   |
|    | Romania (bandiera) | D     | Nicolae Ungureanu |
|    | Romania (bandiera) | C     | Marcel Abăluţă    |
|    | Romania (bandiera) | C     | Sandu Beca        |
|    | Romania (bandiera) | C     | Niţă Cireaşă      |
|    | Romania (bandiera) | C     | Ilie Dumitrescu   |

| N. |                    | Ruolo | Calciatore        |
| -- | ------------------ | ----- | ----------------- |
|    | Romania (bandiera) | C     | Gheorghe Hagi     |
|    | Romania (bandiera) | C     | Daniel Minea      |
|    | Romania (bandiera) | C     | Zsolt Muzsnay     |
|    | Romania (bandiera) | C     | Constantin Pistol |
|    | Romania (bandiera) | C     | Iosif Rotariu     |
|    | Romania (bandiera) | C     | Ilie Stan         |
|    | Romania (bandiera) | A     | Gavril Balint     |
|    | Romania (bandiera) | A     | Petre Grigoraș    |
|    | Romania (bandiera) | A     | Marius Lăcătuș    |
|    | Romania (bandiera) | A     | Adrian Negrău     |
|    | Romania (bandiera) | A     | Gheorghe Pena     |
|    | Romania (bandiera) | A     | Adrian Săvoiu     |

## Stagione

### Coppa dei Campioni
| Arbitro: | Kajmi |

|                                                     |           |  |
| Petrescu 30’ Hagi 41’ (rig.) Balint 83’ Muzsnay 86’ | Marcatori |  |

| Arbitro: | Pedersen |

|  |           |            |
|  | Marcatori | 59’ Negrău |

| Arbitro: | Karlsson |

|             |           |  |
| Lăcătuș 18’ | Marcatori |  |

| Arbitro: | Kirschen |

|                                         |           |             |
| 21’, 64’ Ellerman 47’, 49’, 86’ Romário | Marcatori | 17’ Lăcătuș |